# Różanecznik gęsty

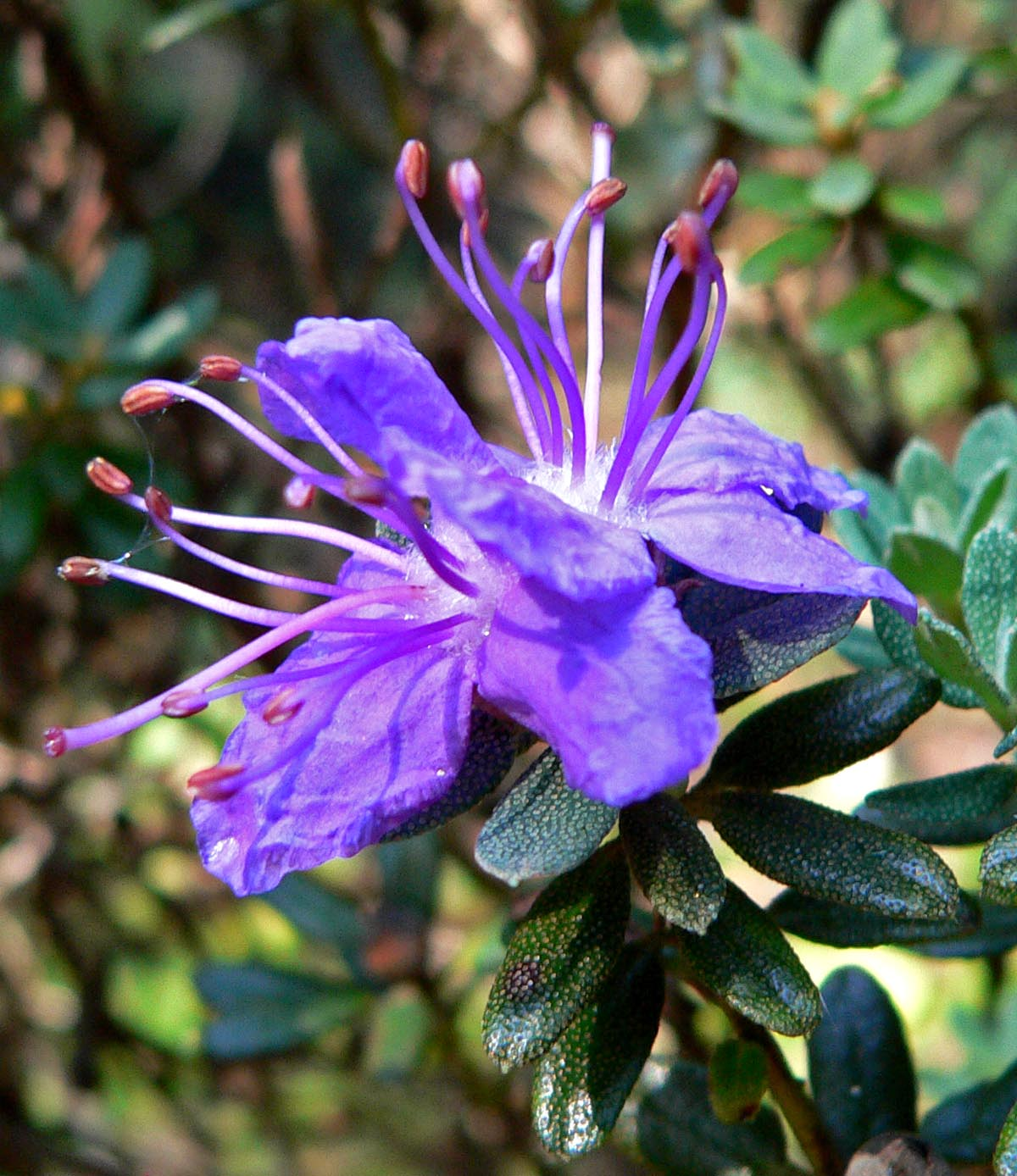
Kwiaty

Różanecznik gęsty (Rhododendron impeditum) – gatunek krzewu z rodziny wrzosowatych. Pochodzi z Chin (z południowo-zachodniego Syczuanu i północnego Junnanu). Jest uprawiany jako roślina ozdobna.

## Morfologia
PokrójNieduży krzew o zwartym pokroju. Stare krzewy osiągają szerokość większą od wysokości. Rośnie powoli.
LiścieGatunek o zimozielonych liściach. Liście o eliptycznym kształcie, drobne i pokryte delikatnymi, czarnymi łuskami.
KwiatyKwitnie bardzo obficie, na przełomie kwietnia i maja. Kwiaty u różnych odmian mają kolor od białego do jasnofioletowego, owadopylne.

## Uprawa
W swoim naturalnym środowisku rośnie w podszycie lasów. Uprawiane odmiany różanecznika potrzebują żyznej, próchnicznej i stale wilgotnej gleby o kwaśnym odczynie, takie warunki są im potrzebne m.in. do prawidłowego przebiegu mikoryzy na korzeniach. Mają zwartą bryłę korzeniową, stąd też dobrze znoszą przesadzanie. Są dosyć odporne na mróz. Źle tolerują silne wiatry, powinny rosnąć na zasłoniętym stanowisku. Najlepiej rosną na słonecznym lub półcienistym stanowisku.  Należy systematycznie nawozić od maja do sierpnia, ale niedużymi dawkami nawozów, gdyż jest wrażliwy na zasolenie gleby, lub stosować nawozy o przedłużonym działaniu. Koniecznie należy stosować nawozy kwaśne (siarczan amonu, siarczan potasu), a najlepiej specjalne mieszanki nawozów do rododendronów. Nie należy wapnować. Aby rośliny obficie kwitnęły na następny rok, należy po przekwitnięciu ściąć całe kwiatostany, gdyż stają się nieładne, a ponadto wyczerpują nadmiernie roślinę. Nie wymaga żadnego cięcia, należy tylko usuwać uschnięte liście i obumarłe pędy.